# Milan (Washington)
Milan es un área no incorporada ubicada en el condado de Spokane en el estado estadounidense de Washington.

## Geografía
Milan se encuentra ubicado en las coordenadas 47°58′1″N 117°19′50″O / 47.96694, -117.33056.